# Шпион/Мастер
«Шпион/Мастер» — художественный сериал совместного производства Германии и Румынии. Его премьера состоялась в феврале 2023 года на 73-м Берлинском кинофестивале, в мае шоу выйдет на HBO Max.

## Сюжет
Главный герой сериала — Виктор Годяну, один из приближённых лидера коммунистической Румынии Николае Чаушеску. Он является тайным агентом Запада и, когда возникает угроза раскрытия, пытается сбежать из Румынии. В связи с этим начинается сложное противоборство двух разведок.

## В ролях
- Алек Секаряну
- Клаудиу Блеонц — Николае Чаушеску

## Премьера и восприятие
Премьера сериала состоялась в феврале 2023 года на 73-м Берлинском кинофестивале, в рамках конкурсной программы. В мае шоу выйдет на HBO Max.